# درگمارپو ری
درگمارپو ری (به لاتین: Dragmarpo Ri) یک کوه در چین است که در Langtang, Nepal - Tibet, China واقع شده‌است. درگمارپو ری ۶٬۵۷۸ متر بالاتر از سطح دریا واقع شده‌است.